# You Spin Me Round (Like a Record)
«You Spin Me Round (Like A Record)», -(Español: Me haces dar vueltas (Como a un disco))- es una canción de Dead Or Alive de su álbum de 1984 Youthquake. La versión original era de más de 4 minutos de duración y fue editada para el álbum. La versión ineditada fue lanzada en un CD de los años 80 titulado Monster '80s Volume Two.
Esta canción fue el primer éxito número 1 del trío de producción Stock Aitken Waterman. Lanzada en noviembre de 1983, la grabación llegó al número 1 en el Reino Unido en marzo de 1985, permaneciendo diecisiete semanas ahí. En los Estados Unidos se ubicó en el #11 en septiembre de ese año.
Esta canción ocupa el puesto #52 en "100 mejores canciones de los años 80" de VH1. Además la canción ocupa el puesto #19 en la lista "Greatest One Hit Wonders of the 80s" según VH1. 
El videoclip fue dirigido por Vaughan Arnell y Anthea Benton.
Las cuerdas fueron basadas en la pieza romántica de Richard Wagner Cabalgata de las valquirias.

## Antecedentes y composición
El vocalista de Dead or Alive, Pete Burns, explica en su autobiografía que compuso «You Spin Me Round» utilizando dos canciones existentes como inspiración para crear algo nuevo:

¿Cómo escribí «Spin Me»? Escuché «I Wanted Your Love» de Luther Vandross. No es la misma estructura de acordes, pero así es como hago música –oigo algo y canto otra melodía encima de eso. No me senté y estudié el álbum de Luther Vandross– oí la canción y se desbloqueó. [...] Trato de estructurar la música y saber lo que quiero. [...] Es como haz esto, haz esto, haz esto y de repente impacta. No quiero hacer la canción de Luther Vandross, pero aún puedo cantar el mismo patrón sobre ella. Y había otro disco, de Little Nell, llamado «See You 'Round Like a Record». [...] Así que tenía esos dos, Van Dross [sic] y Little Nell y – ¡bingo! – trato hecho.
Pete Burns, Freak Unique (2007)

Según Burns, la compañía discográfica no estaba entusiasmada por «You Spin Me Round», a tal grado que Burns tuvo que sacar un préstamo de £2.500 para grabarla, luego una vez ya se había grabado «la compañía discográfica dijo que era horrible. Era unánime, era horrible, era basura.» Burns afirma que la propia banda tuvo que financiar la producción del vídeo para la canción.
Entrevistado para The Reunion: The Hit Factory de BBC Radio 4, en abril de 2015, Burns dijo que la actitud confrontacional de los productores fue recibida con una actitud igualmente confrontacional de la banda y esto condujo a «bastante mal rollo» durante la totalidad del tiempo de estudio, describiendo la experiencia como «un momento de intenso roce».

## Relanzamientos
You Spin Me Round (Like A Record) fue relanzada en 2003 al mismo tiempo que el álbum de grandes éxitos de Dead Or Alive Evolution fue lanzado. La canción llegó al #23 del UK Singles Chart. Fue relanzado de nuevo el 30 de enero de 2006 a causa del instante controversial del vocalista Pete Burns como participante en el programa de televisión Celebrity Big Brother en el Reino Unido, y llegó al #5.
Tempranas remezclas fueron lanzadas en 1996 y 1997 (algunos son incluidas en lanzamientos estadounidenses, europeos y australianos de Nukleopatra). En 1999 esas remezclas fueron publicadas en los Estados Unidos como un conjunto de 2 CD. El primer disco traía siete remezclas de la canción mientras que el segundo disco tiene cinco remezclas de "Sex Drive". En el 2000, nuevas remezclas aparecieron en Fragile y en 2001, en Unbreakable. Ningún vídeo fue hecho para esas remezclas.

## Versión de Dope
En 2000, la banda estadounidense Dope lanzó una versión nu metal de «You Spin Me Round (Like a Record)» que fue incluida en el álbum debut Felons and Revolutionaries como el cuarto sencillo del mismo.
La canción forma parte de la banda sonora de la película American Psycho.

### Lista de canciones
| Sencillo CD |                                     |          |  |
| N.º         | Título                              | Duración |  |
| 1.          | «You Spin Me Round (Like a Record)» | 2:43     |  |

### Posicionamiento en listas
| Lista (2000)                                        | Mejor posición |
| --------------------------------------------------- | -------------- |
| Estados Unidos Billboard Hot Mainstream Rock Tracks | 37             |

## Versión de Jessica Simpson
La cantante y actriz Jessica Simpson público como sencillo promocional en el 2006  para su álbum A Public Affair la versión de Jessica Simpson logró posicionarse en el puesto 95 de Billboard Pop 100, sin embargo, debutó en la posición N.º 20 de Bubbling Under Hot 100, que es equivalente al N.º 120. Esta versión tiene un sonido y una letra diferentes al original.

## Versiones por otros artistas
La canción ha sido extensivamente versionada por numerosos artistas.
La banda de rock Indochine en el 2008 para su álbum "La republique de meteors"
En el 2002 la cantante mexicana Thalia en su álbum homónimo.
Flo Rida a dueto con la cantante Kesha samplea la canción para su sencillo "Right Round" del álbum R.O.O.T.S.
Kim Wilde Interpreta la canción en el 2016 durante un concierto a modo de homenaje al cantante Pete Burns.
En la serié de la cadena FOX , Glee en el episodio "The Hurt Locker" estrenado el 30 de enero de 2015 se interpreta la canción.
También la canción ha sido utilizada para varios soundtrack de películas, entre ellas destacan:
La película de 1998 de Adam  Sandler "The Wedding Singer" la canción es interpretada por el mismo actor.
En el 2009 en la película Alvin y las ardillas 2 es utilizada como canción de cierre para la película interpretado por las Ardillas.
En el famoso juego de vídeo Just Dance 2015, la canción es incluida.
En la película Asterix: El secreto de la poción mágica del año 2019 aparece este tema en dos ocasiones.
Forma parte de la banda sonora de la serie original de Netflix, Dark (2017) en el episodio "Geheimnisse".
Se añadió oficialmente en el soundtrack de Stranger Things temporada 4 de Netflix en Ep:2 Vecna's Curse.

## Posiciones en la lista de éxitos
La canción ha sido relanzada tres veces desde su lanzamiento original en 1984. Cada relanzamiento tuvo éxito, pero falló en su intento de igualar el éxito del lanzamiento original. Sin embargo, después de que el vocalista principal Pete Burns participó en el programa de televisión Celebrity Big Brother en el Reino Unido, el sencillo fue lanzado y consiguió un puesto Top 5 en la lista de éxitos británica en 2006.
| Conteo (1984-1985)                 | Posición |
| ---------------------------------- | -------- |
| Australian Singles Chart           | 3        |
| Canadian RPM Top Singles           | 1        |
| Media Control Charts               | 2        |
| Italian Singles Chart              | 3        |
| Swiss Music Charts                 | 1        |
| UK Singles Chart                   | 1        |
| U.S. Billboard Hot 100             | 11       |
| U.S. Billboard Hot Dance Club Play | 4        |
| Conteo (1996)                      | Posición |
| Australian Singles Chart           | 28       |
| Conteo (2003)                      | Posición |
| Australian Singles Chart           | 62       |
| Media Control Charts               | 96       |
| UK Singles Chart                   | 23       |
| U.S. Billboard Hot Dance Club Play | 21       |
| Conteo (2006)                      | Posición |
| UK Singles Chart                   | 5        |

## Lista de canciones

### JPYou Spin Me Round (Murder Mix)- 1984, Epic-Japan (12.3P-625)
1. «You Spin Me Round (Like A Record)» (Murder Mix)
2. «Misty Circles» (Versión extendida)

### USYou Spin Me Round / Sex Driveremixes- 1999, Cleopatra (CLP 0533-2)
CD1
1. «You Spin Me Round (Like A Record)» (Sugar Pumpers Radio Edit) - 3:38
2. «You Spin Me Round (Like A Record)» (Cleopatra Radio Edit) - 4:13
3. «You Spin Me Round (Like A Record)» (Marc Antonine Radio Edit) - 3:21
4. «You Spin Me Round (Like A Record)» (Sugar Pumpers Extended Mix) - 5:11
5. «You Spin Me Round (Like A Record)» (Sugar Pumpers Pumpin Mix) - 7:05
6. «You Spin Me Round (Like A Record)» (Vicious Mix) - 8:10
7. «You Spin Me Round (Like A Record)» (Marc Antonine Club Mix) - 7:00

CD2
1. «Sex Drive» (Radio Edit) - 2:52
2. «Sex Drive» (Scream Driven Edit) - 3:54
3. «Sex Drive» (Dead Or Alive Original Mix) - 6:39
4. «Sex Drive» (Scream Driven Mix) - 6:59
5. «Sex Drive» (Pee Wee Remix) - 5:56

### UK CD1- 2003, Epic (673578-2)
1. «You Spin Me Round (Like A Record)» (Metro 7" Edit) - 3:46
2. «You Spin Me Round (Like A Record)» (Metro 12" Extended Mix) - 6:55
3. «You Spin Me Round (Like A Record)» (Punx Soundcheck Vs Princess Julia) - 5:47
4. «You Spin Me Round (Like A Record)» (Original 7" Mix) - 3:16

### UK CD2- 2003, Epic (673578-5)
1. «You Spin Me Round (Like A Record)» (Metro 7" Edit) - 3:46
2. «You Spin Me Round (Like A Record)» (Mark Moore & Mr. Motion Remix) - 6:17
3. «Isn't It A Pity» - 4:43

### UK CD single- 2006, Epic (82876 806212)
1. «You Spin Me Round (Like A Record)» (Original 7" Mix) - 3:16
2. «You Spin Me Round (Like A Record)» (Murder Mix) - 7:27 *
3. «You Spin Me Round (Like A Record)» (Metro 7" Edit) - 3:46
4. «You Spin Me Round (Like A Record)» (Video 2003 Versión) - 3:44

 (*) El Murder Mix es también conocido como el 'Performance Mix'.